# Jordan-normaalvorm
In de lineaire algebra is de Jordan-normaalvorm van een vierkante matrix een matrix die een bepaalde vorm heeft, de eenvoudigste vorm waarnaar men de oorspronkelijke matrix door een nieuwe basis te kiezen kan transformeren. De Jordan-normaalvorm vindt zijn oorsprong in de poging een matrix te herleiden tot een diagonaalmatrix en zo de eigenwaarden te vinden. Niet iedere matrix is diagonaliseerbaar, maar er zijn wel veel matrices tot de Jordan-normaalvorm te herleiden, die bijna diagonaal is. De Jordan-normaalvorm is behalve op de hoofddiagonaal en de nevendiagonaal boven de hoofddiagonaal helemaal met nullen gevuld en de elementen op de nevendiagonaal die niet 0 zijn, hebben de waarde 1.
De Jordan-normaalvorm is naar Camille Jordan genoemd, die in 1871 deze vorm afleidde in samenhang met de oplossing van differentiaalvergelijkingen voor complexe matrices.
De Jordan-normaalvorm {\displaystyle J} van {\displaystyle A} is gelijksoortig met {\displaystyle A}.

## Diagonaliseerbaarheid
Een {\displaystyle n\times n}-matrix is diagonaliseerbaar dan en slechts dan als de som van de dimensies van de eigenruimtes gelijk is aan {\displaystyle n}, anders gezegd dan en slechts dan als de matrix precies {\displaystyle n\times n} lineair onafhankelijke eigenvectoren heeft.
Niet elke matrix kan worden gediagonaliseerd, neem bijvoorbeeld.
{\displaystyle A={\begin{bmatrix}5&4&2&1\\0&1&-1&-1\\-1&-1&3&0\\1&1&-1&2\end{bmatrix}}}
De eigenwaarden van {\displaystyle A} zijn 1, 2, 4 en 4, rekening houdend met de multipliciteit. Overigens is de determinant {\displaystyle \det {A}=32}. Bij de eigenwaarde 1 hoort de eigenvector (1,−1,0,0), bij de eigenwaarde 2 de eigenvector (1,−1,0,1), maar er is maar maar een eigenvector, namelijk (1,0,−1,1) bij de eigenwaarde 4, zodat de dimensie van de eigenruimte bij de eigenwaarde 4 gelijk is aan 1. De matrix {\displaystyle A} is dus niet diagonaliseerbaar. {\displaystyle A} is wel gelijksoortig met de matrix
{\displaystyle J={\begin{bmatrix}1&0&0&0\\0&2&0&0\\0&0&4&1\\0&0&0&4\end{bmatrix}}},
want
{\displaystyle PJ={\begin{bmatrix}1&1&1&1\\-1&-1&0&0\\0&0&-1&0\\0&1&1&0\end{bmatrix}}{\begin{bmatrix}1&0&0&0\\0&2&0&0\\0&0&4&1\\0&0&0&4\end{bmatrix}}=}
{\displaystyle ={\begin{bmatrix}1&2&4&5\\-1&-2&0&0\\0&0&-4&-1\\0&2&4&1\end{bmatrix}}=}
{\displaystyle ={\begin{bmatrix}5&4&2&1\\0&1&-1&-1\\-1&-1&3&0\\1&1&-1&2\end{bmatrix}}{\begin{bmatrix}1&1&1&1\\-1&-1&0&0\\0&0&-1&0\\0&1&1&0\end{bmatrix}}=AP}.
De matrix {\displaystyle J} is bijna een diagonaalmatrix. Men noemt {\displaystyle J} de Jordan-normaalvorm.

## Definitie
De Jordan-normaalvorm van de vierkante matrix {\displaystyle A} van orde {\displaystyle n} over de complexe getallen, is een vierkante matrix {\displaystyle J}, ook van de orde {\displaystyle n}, met de volgende vorm, die gelijksoortig is met {\displaystyle A}:
{\displaystyle J={\begin{bmatrix}J_{1}&0&\ldots &0\\0&J_{2}&\ldots &0\\\vdots &\vdots &\ddots &\vdots \\0&0&\ldots &J_{k}\end{bmatrix}}}.
Daarin is
{\displaystyle J_{k}={\begin{bmatrix}\lambda _{k}&1&0&\ldots &0\\0&\lambda _{k}&1&\ldots &0\\\vdots &\vdots &\ddots &\ddots &\vdots \\0&0&0&\ldots &1\\0&0&0&\ldots &\lambda _{k}\end{bmatrix}}}
een vierkante bovendiagonaalmatrix met de {\displaystyle k}-de eigenwaarde {\displaystyle \lambda _{k}} van {\displaystyle A} op de hoofddiagonaal en alle elementen op de nevendiagonaal gelijk aan 1. De orde is gelijk aan de algebraïsche multipliciteit van {\displaystyle \lambda _{k}}. De matrices {\displaystyle (J_{k})} worden Jordan-blokken genoemd.
Een alternatieve vorm van de Jordan-normaalvorm heeft als Jordan-blokken de getransponeerden van de bovengenoemde blokken.
Voor een diagonaliseerbare matrix {\displaystyle A} is de Jordan-normaalvorm een  diagonaalmatrix.

### Transformatiematrix
De Jordan-normaalvorm {\displaystyle J} is gelijksoortig met {\displaystyle A} en de matrix {\displaystyle P} waarvan de kolommen, in de goede volgorde, basisvectoren zijn van de eigenruimten bij de verschillende eigenwaarden, transformeert {\displaystyle A} in de Jordan-normaalvorm.
{\displaystyle J=P^{-1}AP}.

## Complexe matrices
In het algemeen is een complexe matrix {\displaystyle A} gelijkvormig met een blok-diagonaal matrix
{\displaystyle J={\begin{bmatrix}J_{1}&\;&\;\\\;&\ddots &\;\\\;&\;&J_{p}\end{bmatrix}}}
waar elke {\displaystyle J_{i}} een vierkante matrix van de volgende vorm is:
{\displaystyle J_{i}={\begin{bmatrix}\lambda _{i}&1&\;&\;\\\;&\lambda _{i}&\ddots &\;\\\;&\;&\ddots &1\\\;&\;&\;&\lambda _{i}\end{bmatrix}}}
Het gelijkvormig zijn houdt in dat er een inverteerbare matrix {\displaystyle P} bestaat zodat {\displaystyle P^{-1}AP=J}.  Deze {\displaystyle J} is zodanig dat de enige elementen ongelijk nul op de hoofddiagonaal en de bovendiagonaal staan, in sommige naslagwerken staan deze op de onderdiagonaal in de plaats van de bovendiagonaal, dit is in feite hetzelfde. Men noemt {\displaystyle J} dan de Jordan-normaalvorm van {\displaystyle A}. Elke {\displaystyle J_{i}} wordt een Jordanblok van {\displaystyle A} genoemd. Een dergelijke {\displaystyle J} bestaat voor elke matrix. Bovendien is deze uniek, op volgorde van de blokken na. Indien twee matrices {\displaystyle P} en {\displaystyle Q} dezelfde Jordan-normaalvorm hebben, weer op volgorde van de blokken na, noemt men ze gelijkvormig.